# Björken I (Höst)
Björken I (Höst) är en målning från 1902 av svenske konstnären och författaren August Strindberg. Målningen såldes på auktion i juni 2012 för 8,62 miljoner kronor.